# Gergithus koshunensis
Gergithus koshunensis är en insektsart som beskrevs av Matsumura 1916. Gergithus koshunensis ingår i släktet Gergithus och familjen sköldstritar. Inga underarter finns listade i Catalogue of Life.